# زیردریایی یو-۲۵۰
زیردریایی یو-۲۵۰ (به انگلیسی: German submarine U-250) یک زیردریایی است که طول آن ۶۷٫۱ متر (۲۲۰ فوت ۲ اینچ) می‌باشد. این زیردریایی در سال ۱۹۴۳ ساخته شد.